# Glabellula meridionalis
Glabellula meridionalis is een vliegensoort uit de familie van de Mythicomyiidae. De wetenschappelijke naam van de soort is voor het eerst geldig gepubliceerd in 1955 door François.